# Llista de topònims d'Elna
Llista de topònims (noms propis de lloc) d'Elna (Rosselló).
Informació actualitzada per un bot. Els canvis manuals es perdran quan s'actualitzi!

## canal
| imatge | Nom              | Ubicat a                         | instància de | Detalls                                        | coordenades                                                   | Protecció | Commons (més fotos) | Dades a WD                    |
| ------ | ---------------- | -------------------------------- | ------------ | ---------------------------------------------- | ------------------------------------------------------------- | --------- | ------------------- | ----------------------------- |
|        | Agulla de la Mar | Pirineus Orientals               | canal        | Desemboca: Estany de Sant Nazari Llarg: 13.3km | 42° 38′ 58″ N, 3° 01′ 05″ E / 42.649575°N,3.018182°E          |           |                     | Modifica les dades a Wikidata |
|        | Rec de la Torre  | la Torre d'Elna Elna Sant Cebrià | canal        | Desemboca: estany de Sant Cebrià Llarg: 2.7km  | 42° 36′ 25″ N, 3° 02′ 07″ E / 42.6070555556°N,3.03538888889°E |           |                     | Modifica les dades a Wikidata |

## carrer
| imatge | Nom             | Ubicat a | instància de | Detalls             | coordenades                                                        | Protecció | Commons (més fotos)  | Dades a WD                    |
| ------ | --------------- | -------- | ------------ | ------------------- | ------------------------------------------------------------------ | --------- | -------------------- | ----------------------------- |
|        | carrer Nacional | Elna     | carrer       |                     | 42° 36′ 00″ N, 2° 58′ 21″ E / 42.59988888888889°N,2.9725°E 20 msnm |           | Rue Nationale (Elne) | Modifica les dades a Wikidata |
|        | carrer de París | Elna     | carrer       | Anomenat per: París | 42° 36′ 00″ N, 2° 58′ 18″ E / 42.60009°N,2.97174°E                 |           |                      | Modifica les dades a Wikidata |

## església
| imatge | Nom                       | Ubicat a      | instància de          | Detalls                      | coordenades                                                                      | Protecció | Commons (més fotos)               | Dades a WD                    |
| ------ | ------------------------- | ------------- | --------------------- | ---------------------------- | -------------------------------------------------------------------------------- | --------- | --------------------------------- | ----------------------------- |
|        | Sant Jaume d'Elna         | Elna          | església              |                              | 42° 35′ 59″ N, 2° 58′ 24″ E / 42.599716°N,2.973297°E                             |           | Église Saint-Jacques d'Elne       | Modifica les dades a Wikidata |
|        | Sant Martí de la Riba     | Elna          | església              | Estat: enderrocat o destruït | Catalunya del Nord                                                               |           |                                   | Modifica les dades a Wikidata |
|        | Santa Eugènia de Tresmals | Elna Argelers | església Ús: església | Estil: arquitectura romànica | 42° 35′ 10″ N, 2° 59′ 51″ E / 42.586111111111°N,2.9975°E                         |           | Église Sainte-Eugénie de Tresmals | Modifica les dades a Wikidata |
|        | Santa Maria de Mossellons | Elna          | església              |                              | 42° 37′ 41″ N, 2° 05′ 11″ E / 42.6279166667°N,2.08638888889°E Catalunya del Nord |           |                                   | Modifica les dades a Wikidata |

## grup
| imatge | Nom                                                                             | Ubicat a | instància de | Detalls | coordenades                          | Protecció                   | Commons (més fotos) | Dades a WD                    |
| ------ | ------------------------------------------------------------------------------- | -------- | ------------ | ------- | ------------------------------------ | --------------------------- | ------------------- | ----------------------------- |
|        | altar de l'absidiola nord de la catedral d'Elna                                 | Elna     | grup altar   |         | Santa Eulàlia d'Elna                 | monument històric catalogat |                     | Modifica les dades a Wikidata |
|        | fulles de la porta del claustre de la catedral d'Elna                           | Elna     | grup batent  |         | claustre d'Elna Santa Eulàlia d'Elna | monument històric catalogat |                     | Modifica les dades a Wikidata |
|        | taula de la sagristia de la catedral d'Elna formada per dues làpides funeràries | Elna     | grup         |         | Santa Eulàlia d'Elna                 | monument històric catalogat |                     | Modifica les dades a Wikidata |

## porta de ciutat
| imatge | Nom                                 | Ubicat a | instància de    | Detalls | coordenades                                                                      | Protecció                     | Commons (més fotos)     | Dades a WD                    |
| ------ | ----------------------------------- | -------- | --------------- | ------- | -------------------------------------------------------------------------------- | ----------------------------- | ----------------------- | ----------------------------- |
|        | Porta de Balagué i muralla contigua | Elna     | porta de ciutat |         | 42° 35′ 54″ N, 2° 58′ 16″ E / 42.5983°N,2.971°E fr:rue de la Côte Balaguer       | monument històric inventariat | Porta de Balaguer       | Modifica les dades a Wikidata |
|        | Porta de Cotlliure                  | Elna     | porta de ciutat |         | 42° 35′ 56″ N, 2° 58′ 29″ E / 42.599°N,2.9748°E fr:rue de la Porte de Collioure  | monument històric inventariat | Gate of Collioure, Elne | Modifica les dades a Wikidata |
|        | Porta de Perpinyà                   | Elna     | porta de ciutat |         | 42° 36′ 03″ N, 2° 58′ 22″ E / 42.6007°N,2.9728°E fr:rue de la Porte de Perpignan | monument històric inventariat | Gate of Perpignan, Elne | Modifica les dades a Wikidata |

## taula
| imatge | Nom                                              | Ubicat a | instància de | Detalls | coordenades                          | Protecció                   | Commons (més fotos) | Dades a WD                    |
| ------ | ------------------------------------------------ | -------- | ------------ | ------- | ------------------------------------ | --------------------------- | ------------------- | ----------------------------- |
|        | altar de pedra del segle XI a la catedral d'Elna | Elna     | taula        |         | claustre d'Elna Santa Eulàlia d'Elna | monument històric catalogat |                     | Modifica les dades a Wikidata |
|        | taula d'altar a la catedral d'Elna               | Elna     | taula        |         | claustre d'Elna Santa Eulàlia d'Elna | monument històric catalogat |                     | Modifica les dades a Wikidata |

## Misc
| imatge | Nom                                       | Ubicat a                                | instància de                                                  | Detalls                                                          | coordenades | Protecció | Commons (més fotos)                                          | Dades a WD                    |
| ------ | ----------------------------------------- | --------------------------------------- | ------------------------------------------------------------- | ---------------------------------------------------------------- | --- | --- | ------------------------------------------------------------ | ----------------------------- |
|        | Arc sobre carreró                         | Elna                                    | arc                                                           | 1569                                                             | 42° 35′ 58″ N, 2° 58′ 12″ E / 42.5995°N,2.97°E fr:rue Constantin                                                                                      | monument històric inventariat | Archway rue Constantin, Elne                                 | Modifica les dades a Wikidata |
|        | Casa del carrer Sebastopol                | Elna                                    | edifici de pisos                                              |                                                                  | 42° 35′ 59″ N, 2° 58′ 17″ E / 42.599666666666664°N,2.971388888888889°E fr:14, rue Sébastopol                                                          | monument històric inventariat |                                                              | Modifica les dades a Wikidata |
|        | Cementiri d'Elna                          | Elna                                    | cementiri                                                     |                                                                  | 42° 36′ 08″ N, 2° 58′ 23″ E / 42.60230555555555°N,2.973111111111111°E                                                                                 | | Cementiri d'Elna                                             | Modifica les dades a Wikidata |
|        | Espai Gavroche                            | Elna                                    | centre cultural                                               | Anomenat per: Gavroche                                           | 42° 36′ 03″ N, 2° 58′ 25″ E / 42.600722222222224°N,2.9735833333333335°E bulevard Voltaire — 13                                                        | | Espace Gavroche (Elne)                                       | Modifica les dades a Wikidata |
|        | Maternitat d'Elna                         | Elna                                    | château antic hospital hospital                               | Arquitecte: Viggo Dorph-Petersen 1938                            | 42° 36′ 15″ N, 2° 57′ 19″ E / 42.6042°N,2.9552°E fr:D 612                                                                                             | monument històric inventariat monument històric catalogat monument seleccionat per la missió d'identificació del patrimoni immobiliari en perill (2023) | Maternité suisse d'Elne                                      | Modifica les dades a Wikidata |
|        | Monument als morts d'Elna                 | Elna                                    | memorial de guerra obra escultòrica                           | Creador: Aristides Maillol 20th century                          | 42° 35′ 58″ N, 2° 58′ 22″ E / 42.5994°N,2.972662°E fr:rue Rabelais                                                                                    | Objecte inclòs en l'Inventari general del patrimoni cultural (IGPC)                                                                                     | Elne War Memorial                                            | Modifica les dades a Wikidata |
|        | Mota de Mossellons                        | Elna                                    | castell                                                       |                                                                  | 42° 37′ 41″ N, 2° 58′ 10″ E / 42.627941111111°N,2.9693269444444°E 8.7 msnm                                                                            | |                                                              | Modifica les dades a Wikidata |
|        | Palol d'Avall                             | Elna                                    | edifici                                                       |                                                                  | 42° 36′ 32″ N, 2° 58′ 26″ E / 42.6088611111°N,2.97383333333°E 10 msnm                                                                                 | |                                                              | Modifica les dades a Wikidata |
|        | Sant Jordi de l'Hospital                  | Elna                                    | capella                                                       |                                                                  | 42° 36′ 00″ N, 2° 58′ 15″ E / 42.600027777777775°N,2.9709166666666667°E                                                                               | | Chapelle Saint-Georges d'Elne                                | Modifica les dades a Wikidata |
|        | Santa Eulàlia d'Elna                      | Elna                                    | catedral catòlica cocatedral Ús: església parroquial catedral | Estil: arquitectura romànica                                     | 42° 35′ 57″ N, 2° 58′ 20″ E / 42.599166666667°N,2.9722222222222°E 33.1 msnm                                                                           | monument històric catalogat | Cathédrale Sainte-Eulalie-et-Sainte-Julie d'Elne             | Modifica les dades a Wikidata |
|        | Tec                                       | Pirineus Orientals                      | riu                                                           | Desemboca: mar Mediterrània Llarg: 84.1km Conca: 721km²          | 42° 35′ 25″ N, 3° 02′ 42″ E / 42.59027778°N,3.045°E 42° 25′ 22″ N, 2° 19′ 20″ E / 42.4229°N,2.3223°E 42° 35′ 21″ N, 3° 02′ 42″ E / 42.5893°N,3.0451°E | | Tech (river)                                                 | Modifica les dades a Wikidata |
|        | bulevard Voltaire                         | Elna                                    | bulevard                                                      | Anomenat per: Voltaire                                           | 42° 36′ 04″ N, 2° 58′ 25″ E / 42.60111111111111°N,2.973611111111111°E                                                                                 | | Boulevard Voltaire (Elne)                                    | Modifica les dades a Wikidata |
|        | casa de la vila d'Elna                    | Elna                                    | instal·lació Ús: seu del govern local                         |                                                                  | 42° 36′ 05″ N, 2° 58′ 25″ E / 42.601416666666665°N,2.9735555555555555°E bulevard Voltaire — 14                                                        | | Town hall of Elne                                            | Modifica les dades a Wikidata |
|        | claustre d'Elna                           | Elna                                    | claustre                                                      |                                                                  | 42° 35′ 58″ N, 2° 58′ 19″ E / 42.599353333333°N,2.9719197222222°E 32.7 msnm                                                                           | monument històric catalogat | Cloister of Cathédrale Sainte-Eulalie-et-Sainte-Julie d'Elne | Modifica les dades a Wikidata |
|        | estació d'Elna                            | Elna                                    | estació de ferrocarril                                        |                                                                  | 42° 35′ 50″ N, 2° 57′ 50″ E / 42.59711111111111°N,2.963861111111111°E 22 msnm                                                                         | | Gare d'Elne                                                  | Modifica les dades a Wikidata |
|        | mar Mediterrània                          |                                         | mar interior mar mediterrani conca hidrogràfica               | Superfície: 2500000km² Profunditat: 5267 1541m Volum: 3839000km³ | 38° N, 17° E / 38°N,17°E 0 msnm | | Mediterranean Sea                                            | Modifica les dades a Wikidata |
|        | monument a Esteve Terrús                  | Elna                                    | obra escultòrica                                              | Creador: Aristides Maillol 1923 Ample: 224cm Alt: 196cm          | 42° 35′ 57″ N, 2° 58′ 22″ E / 42.599111111111°N,2.9726583333333°E Elna                                                                                | Objecte inclòs en l'Inventari general del patrimoni cultural (IGPC)                                                                                     | Monument to Étienne Terrus                                   | Modifica les dades a Wikidata |
|        | pica d'aigua beneita a la catedral d'Elna | Elna                                    | pica d'aigua beneita                                          |                                                                  | claustre d'Elna Santa Eulàlia d'Elna | monument històric catalogat |                                                              | Modifica les dades a Wikidata |
|        | plaça de la República                     | Elna                                    | plaça                                                         |                                                                  | 42° 36′ 01″ N, 2° 58′ 21″ E / 42.60036111111111°N,2.9724166666666667°E 17 msnm                                                                        | | Place de la République (Elne)                                | Modifica les dades a Wikidata |
|        | pont ferroviari sobre el Tec              | Elna Palau del Vidre                    | pont ferroviari                                               | Travessa: Tec Hi passa: Línia de Narbona a Portbou Llarg: 245m   | 42° 34′ 59″ N, 2° 57′ 42″ E / 42.5830892°N,2.9615326°E                                                                                                | |                                                              | Modifica les dades a Wikidata |
|        | rec d'Elna                                | Ortafà Elna la Torre d'Elna Sant Cebrià | canal de reg                                                  |                                                                  | | |                                                              | Modifica les dades a Wikidata |
|        | reserva natural nacional del Mas Larrieu  | Argelers Elna                           | reserva natural nacional                                      | 1984-07-17 Superfície: 145ha                                     | 42° 35′ 13″ N, 3° 02′ 25″ E / 42.586944444444°N,3.0402777777778°E                                                                                     | | Réserve naturelle nationale du Mas Larrieu                   | Modifica les dades a Wikidata |
|        | ruïnes de la primitiva catedral d'Elna    | Elna                                    | catedral jaciment arqueològic                                 | Estat: ruïnós                                                    | 42° 35′ 58″ N, 2° 58′ 21″ E / 42.599495°N,2.972535°E                                                                                                  | monument històric inventariat | Vestiges de la cathédrale primitive d'Elne                   | Modifica les dades a Wikidata |